# Zisterzienserinnenkloster San Clemente (Sevilla)

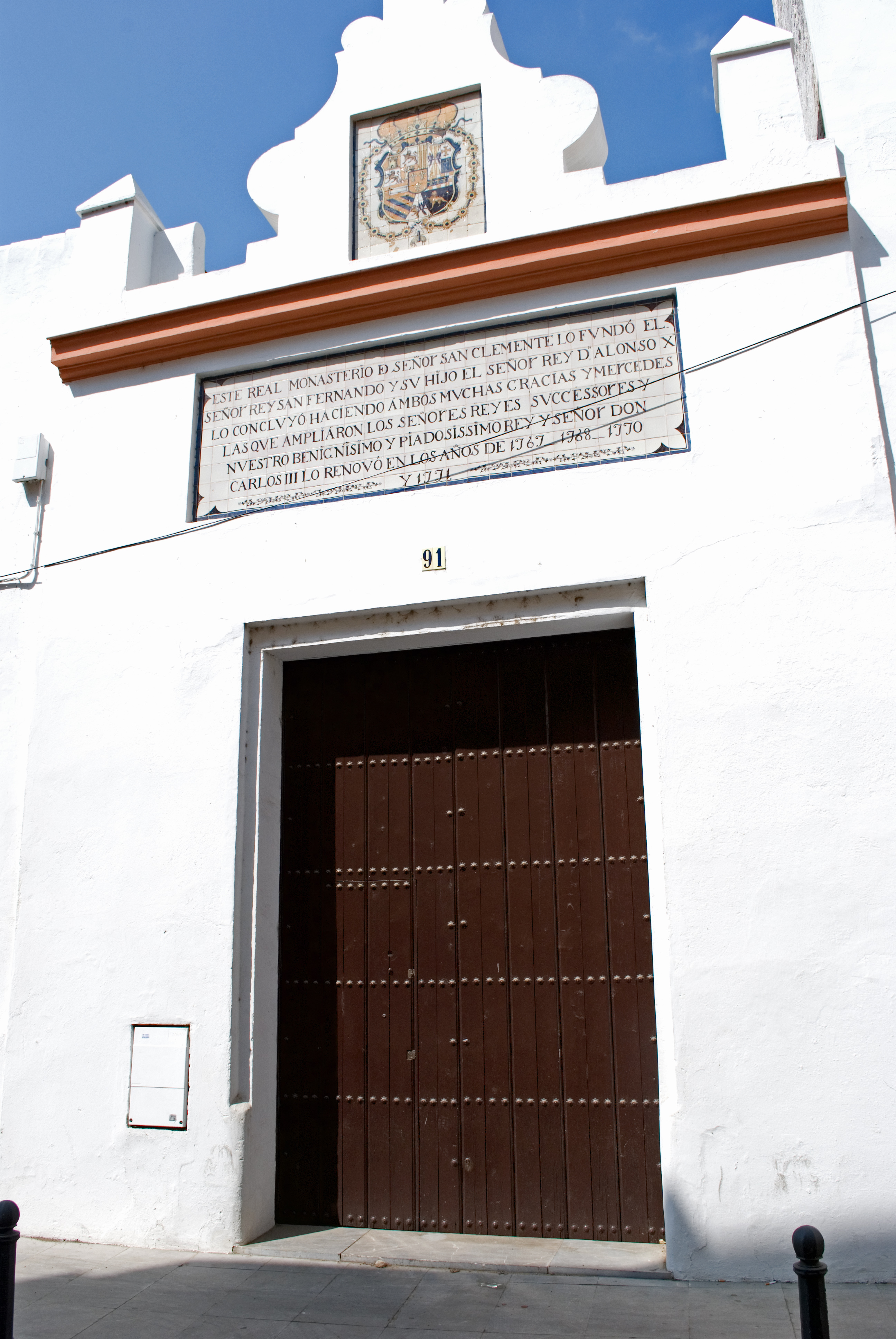
Zisterzienserinnenkloster San Clemente (2009)

Das Zisterzienserinnenkloster San Clemente ist seit 1248 ein Kloster der Zisterzienserinnen in Sevilla in Spanien.

## Geschichte
König Ferdinand el Santo stiftete 1248 das Zisterzienserinnenkloster San Clemente (nach Clemens von Rom) in Sevilla (in der Straße Calle Reposo 9 bzw. am Nordende der Calle Santa Clara). Königin Maria von Portugal und andere Mitglieder der Königsfamilie wurden dort bestattet. Anlässlich der Expo 92 kam es unter Äbtissin Purificación Ballesteros (seit 1977) zu einer umfassenden Restaurierung des Klosters und Aufarbeitung seiner Geschichte. Ein Katalog des reichen Archivmaterials des Klosters sowie ein Bibliothekskatalog wurden publiziert. Die Kirche enthält Kunstwerke von Juan de Valdés Leal und Gaspar Núñez Delgado, dem Lehrer von Juan Martínez Montañés. Der Konvent gehört zur Zisterzienserinnenkongregation San Bernardo (C.C.S.B.).